# 鄧之誠

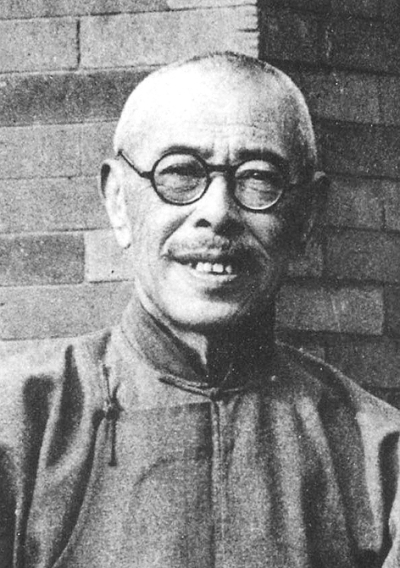
鄧之誠

鄧 之誠 (とう しせい、拼音：Dèng Zhīchéng、1887年11月19日—1960年1月6日) は、中国の歴史学者および教育者で、江蘇省南京出身。
北京師範大学、輔仁大学、燕京大学、北京大学の教授を歴任し、中国科学院哲学社会科学部の委員も務めた。鄧之誠は日本の歴史学者の間で「中国通史の権威」と称されている。